# Yoko Isoda
Yoko Isoda (jap. 磯田陽子 Isoda Yōko; ur. 26 sierpnia 1978 w Ōsaka-Sayama) – japońska pływaczka synchroniczna, wicemistrzyni olimpijska z Sydney, medalistka mistrzostw świata.
W 1998 otrzymała srebrny medal mistrzostw świata w konkurencji drużyn.
W 2000 uczestniczyła w letnich igrzyskach olimpijskich w Sydney, w ramach których uczestniczyła w rywalizacji drużyn i uzyskała wynik 98,86 pkt dający zawodniczce srebrny medal.